# Peter Boghossian
Peter Gregory Boghossian (25 de julio de 1966, Boston)  es un filósofo y pedagogo estadounidense. Fue profesor asistente de filosofía en la Universidad Estatal de Portland durante diez años, y sus áreas de enfoque académico incluyen el ateísmo, el pensamiento crítico, la pedagogía, el escepticismo científico y el método socrático. Es autor de A Manual for Creating Atheists (Un manual para crear ateos) y con James Lindsay de How to Have Impossible Conversations: A Very Practical Guide (Cómo tener conversaciones imposibles: una guía muy práctica).
Boghossian estuvo involucrado en el asunto de los estudios del agravio (también llamado "Sokal al cuadrado" en la cobertura de los medios) con sus colaboradores James A. Lindsay y Helen Pluckrose, que propusieron ideas intencionalmente absurdas en publicaciones de revisión por pares relacionadas con estudios de género y otros campos. Este proyecto generó una importante atención mediática y académica, incluyendo tanto elogios como condenas, así como críticas éticas y metodológicas. Después de una investigación, la Universidad Estatal de Portland restringió el trabajo futuro de Boghossian sobre la base de un fraude científico. En septiembre de 2021, Boghossian renunció a su cargo en ella, citando acoso y falta de libertad intelectual como motivos.
Boghossian acuñó el término street epistemology (epistemología callejera) para un conjunto de técnicas de conversación que están diseñadas para permitir el examen de creencias fuertemente arraigadas, especialmente de tipo religioso, evitando la confrontación.

## Educación
Boghossian asistió a la escuela primaria adjunta a la Iglesia Católica Parroquial de Santa Catalina de Siena en Norwood, Massachusetts, y obtuvo un doctorado de la Universidad Estatal de Portland en 2004 en Liderazgo Educativo y Currículo e Instrucción.

## Carrera
Los principales intereses de Boghossian son el pensamiento crítico, la filosofía de la educación y el razonamiento moral. En su tesis analizó el uso del método socrático con reclusos para el pensamiento crítico y el razonamiento moral con la intención de disminuir el comportamiento delictivo continuo. La investigación fue financiada por el Estado de Oregón. Boghossian fue presidente del Comité Asesor de Prisiones de la Institución Correccional del Río Columbia. Es miembro del Centro para la Reforma Penitenciaria. Fue empleado como profesor asistente en la Universidad Estatal de Portland y renunció en protesta debido a lo que consideraba una cultura de antiliberalismo.
Boghossian es autor de dos libros, Un manual para crear ateos (2013), con prólogo de Michael Shermer, y Cómo tener conversaciones imposibles: una guía muy práctica (2019). También contribuyó con un prólogo al libro del comentarista Stefan Molyneux, supremacista blanco Against the Gods. Es colaborador de Molyneux desde hace mucho tiempo. En 2017, Boghossian apareció en Reasons To Believe, un documental centrado en la psicología y la ciencia de las creencias.
Ha sido orador del Center for Inquiry, la Fundación Richard Dawkins para la Razón y la Ciencia y la Alianza de Estudiantes Seculares. 
En septiembre de 2021, Boghossian renunció a su cargo en la Universidad Estatal de Portland. En su carta de renuncia, llamó a la universidad una "fábrica de justicia social" y dijo que enfrentó acoso y represalias por hablar. La carta también acusa a la universidad de crear una cultura en la que los estudiantes "temen hablar abierta y honestamente", de capacitar a los estudiantes para "imitar la certeza moral de los ideólogos" y de "[impulsar] la intolerancia de creencias y opiniones divergentes".
El 17 de febrero de 2022 dictó una conferencia sobre "wokism" en el Mathias Corvinus Collegium (MCC) de Budapest, Hungría.

## Puntos de vista

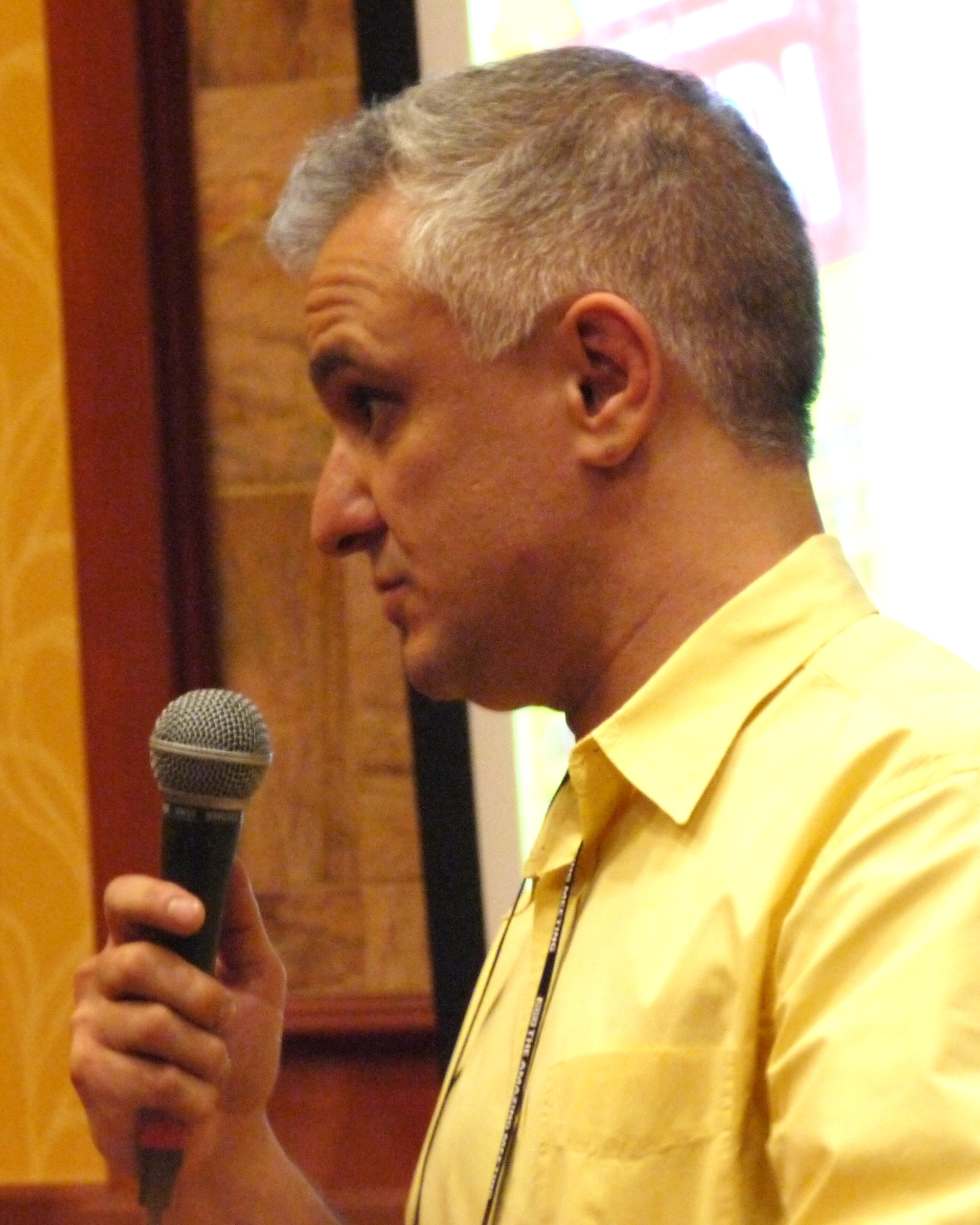
Boghossian en The Amazing Meeting en 2013

Boghossian ha llamado a todas las creencias basadas en la fe "ilusiones". Ha sido descrito por The Daily Beast como alineado con el movimiento Nuevo ateísmo. Aboga, usando el método socrático para disuadir a los creyentes religiosos, aunque recomienda centrarse en la crítica de la fe como una forma de conocimiento (él la llama una " epistemología poco confiable"), en lugar de las trampas externas de las comunidades religiosas.
En una entrevista de 2015 con Dave Rubin, Boghossian se describió a sí mismo como un liberal clásico que nunca votó por un candidato republicano, pero que "no es fanático" de los demócratas. Afirmó que cualquiera de los candidatos republicanos para las elecciones presidenciales de 2016 "sería un desastre absoluto". Hizo una donación y respaldó a Andrew Yang para las elecciones presidenciales de Estados Unidos de 2020. Ha declarado que el Partido Republicano de EE. UU. es "el movimiento político anticientífico más poderoso del mundo". Escribió que "no era alarmista", pero que se puede afirmar que "podrían destruir el mundo" ya que muchos "se niegan siquiera a reconocer que el cambio climático está ocurriendo", y afirmó que su "actitud negacionista se debe en parte a las convicciones religiosas".
Según Boghossian, "la izquierda regresiva se ha apoderado de la academia". A menudo ha afirmado que el relativismo cultural y el igualitarismo son valores contradictorios.

## Asunto de estudios de agravios
En el asunto de los estudios de agravios, también conocido como el escándalo "Sokal Squared", Boghossian, James A. Lindsay y Helen Pluckrose presentaron una serie de artículos académicos falsos para revisión por pares a revistas en campos académicos que denominaron "estudios de agravios": estudios sobre raza, género, feminismo y sexualidad que, en su opinión, se caracterizaban por un bajo nivel científico. De los 20 trabajos presentados, 7 fueron aceptados posteriormente.

### Documento engañoso anterior
En 2017, Boghossian y Lindsay publicaron un artículo falso titulado "El pene conceptual como construcción social". El artículo, que según los autores era intencionalmente absurdo y estaba escrito de una manera que imitaba el estilo de la "teoría de género discursiva posestructuralista ", argumentaba que el pene debería verse "no como un órgano anatómico sino como una construcción social isomorfa a la masculinidad tóxica performativa ". Boghossian y Lindsay enviaron inicialmente el documento a Norma, donde fue rechazado. Más tarde enviaron el artículo a Cogent Social Sciences, una revista de acceso abierto que ha sido criticada como una operación de pago por publicación. Los autores revelaron más tarde el engaño en la revista Skeptic. Boghossian y Lindsay declararon que tenían la intención de demostrar que "los estudios de género están paralizados académicamente por una creencia predominante casi religiosa de que la masculinidad es la raíz de todo mal", y también destacar los problemas con los procesos de revisión de las revistas de acceso abierto.
Varios críticos cuestionaron si el artículo de Boghossian y Lindsay demostró un problema en el campo de los estudios de género. Alan Sokal, un profesor de matemáticas que fue responsable de un engaño similar en 1996, señaló que Cogent Social Sciences era una revista de acceso abierto de bajo nivel que no se especializaba en estudios de género, y dijo que parecía poco probable que el artículo hubiera sido aceptado en una revista convencional de estudios de género. Si bien la revista analizó lo sucedido, Boghossian y Lindsay concluyeron que el "impacto [del engaño] fue muy limitado y muchas críticas fueron legítimas".

### Cronología de los hechos
A partir de agosto de 2017, Boghossian, Lindsay y Pluckrose comenzaron un intento mucho más grande en el que escribieron 20 artículos falsos y los enviaron a revistas revisadas por pares bajo una variedad de seudónimos, así como el nombre de Richard Baldwin, profesor emérito de la Universidad de Florida. Gulf Coast State College y amigo de Boghossian. El proyecto se detuvo temprano después de que uno de los artículos de la revista feminista Gender, Place & Culture: A Journal of Feminist Geography fuera criticado en las redes sociales, y luego se cuestionara su autenticidad en Campus Reform.
Después de esto, el trío reveló todo el alcance de su trabajo en un video de YouTube creado y publicado por el documentalista Mike Nayna,  junto con una investigación de The Wall Street Journal. En el momento de la revelación, siete de sus veinte documentos habían sido aceptados, siete aún estaban en revisión y seis habían sido rechazados. Un artículo, que fue aceptado por la revista feminista de trabajo social Affilia, transpuso jerga actualizada a pasajes tomados de Mi lucha de Adolf Hitler.
Tom Whipple de The Times escribió que los revisores académicos habían elogiado los estudios previos a la revelación del engaño como "una contribución rica y emocionante al estudio de... la intersección entre la masculinidad y la analidad", "excelente y muy oportuna" y "Diálogo importante para trabajadoras sociales y académicas feministas".

### Reacciones
El proyecto recibió elogios y críticas, y el autor Yascha Mounk lo denominó 'Sokal al cuadrado' en referencia al engaño Sokal Affair perpetrado por Alan Sokal y dijo: "El resultado es hilarante y encantador. También muestra un problema grave con gran parte de la academia". El psicólogo de Harvard, Steven Pinker, dijo que el proyecto planteó la pregunta ¿hay alguna idea tan extravagante que no se publicará en una revista de crítica, PoMo [posmoderno] , identidad o teoría?"  Daniel Engber, de la revista en línea Slate, criticó el proyecto y dijo que "uno podría haber ejecutado este truco en casi cualquier disciplina empírica y habría arrojado el mismo resultado". En una carta abierta, once de los colegas de Boghossian en la Universidad Estatal de Portland escribieron que los engaños "violaban las normas aceptables de investigación" y eran "actividades fraudulentas, antiintelectuales y que hacían perder el tiempo". Joel P. Christensen y Matthew A. Sears dijeron que era "el equivalente académico de los éxitos fraudulentos de Planned Parenthood " producidos en 2015. Carl Bergstrom afirmó que "los bromistas parecen lamentablemente ingenuos acerca de cómo funciona realmente el sistema [de revisión por pares]".
Un estudio de 2021 que evaluó el asunto de los estudios del agravio concluyó que (1) las revistas con factores de impacto más altos tenían más probabilidades de rechazar los artículos enviados como parte del proyecto; (2) las posibilidades eran mejores si el manuscrito supuestamente se basaba en datos empíricos; (3) las revisiones por pares pueden ser un activo importante en el proceso de revisión de un manuscrito; y (4) cuando los autores del proyecto, con educación académica de disciplinas vecinas, siguieron de cerca los consejos de los revisores, pudieron aprender relativamente rápido lo que se necesita para escribir un artículo aceptable. El límite entre un artículo escrito con seriedad y un “engaño” se fue desdibujando gradualmente. Finalmente (5), la forma en que terminó el proyecto mostró que, a la larga, la comunidad científica descubrirá prácticas fraudulentas".

### Investigación sobre mala conducta
En 2018, el empleador de Boghossian, la Universidad Estatal de Portland, inició una investigación sobre fraude científico relacionada con el asunto de los estudios del agravio. Según Chronicle of Higher Education, la junta de revisión institucional (IRB) de la universidad concluyó que Boghossian violó las pautas éticas al realizar investigaciones en sujetos humanos sin aprobación. La universidad también dijo que está "considerando un cargo adicional de que había falsificado datos".
Después de que se supo la noticia de la investigación sobre la conducta del implicado, varios académicos prominentes escribieron cartas defendiendo a Boghossian, incluido el biólogo evolutivo Richard Dawkins, el psicólogo de Harvard Steven Pinker, el matemático y físico Alan Sokal, el filósofo Daniel Dennett, el psicólogo social Jonathan Haidt y el psicólogo Jordan Peterson. Pinker escribió que la investigación de la Universidad Estatal de Portland le pareció a él y a sus colegas "un intento de convertir en arma un [principio] importante de la ética académica para castigar a un académico por expresar una opinión impopular". Dawkins sugirió que la investigación podría tener motivaciones políticas: "Si los miembros de su comité de investigación se oponen a la idea misma de la sátira como una forma de expresión creativa, deben ser honestos y decirlo. Pero pretender que se trata de una cuestión de publicación de datos falsos es tan evidentemente ridículo que uno no puede evitar sospechar un motivo ulterior". Peterson dijo que quienes acusaban a Boghossian, y no el propio Boghossian, eran culpables de mala conducta académica.
Por otro lado, los expertos del IRB entrevistados por Jesse Singal para la revista New York coincidieron en que Boghossian debería haber buscado la aprobación del IRB para el estudio.
En diciembre de 2018, la Universidad Estatal de Portland dictaminó que Boghossian había "violado las pautas éticas en la investigación con sujetos humanos". En consecuencia, se le prohibió realizar investigaciones hasta que hubiera "completado la capacitación y pudiera demostrar que entendía cómo proteger los derechos de los sujetos humanos".

## Epistemología callejera
Street epistemology (a menudo abreviada como SE ) es un término acuñado por Boghossian en su libro Un manual para crear ateos. Es un conjunto de técnicas de conversación sin confrontación para discutir una creencia muy arraigada, diseñada para promover la reflexión y la mente abierta en un participante con respecto a la creencia. Boghossian describió el método y su aplicación para ayudar a los creyentes religiosos a reflexionar sobre la confiabilidad de la fe como epistemología. Sin embargo, también se ha encontrado efectivo en muchos otros contextos, y Boghossian más tarde coescribió con James Lindsay How to Have Impossible Conversations, que describe la aplicación de la epistemología callejera a un examen de una gama más amplia de creencias, incluidas las no religiosas.
Un divulgador de la epistemología callejera es Anthony Magnabosco, quien ha subido muchos ejemplos de SE conversaciones que ha tenido a su canal de YouTube. Ha creado muchos otros recursos relacionados con el tema y se relaciona con una comunidad de epistemólogos callejeros que buscan dominar el método y aplicarlo en sus vidas. Magnabosco es el fundador de Street Epistemology International, una organización sin fines de lucro "cuya misión es alentar y normalizar el pensamiento crítico y el escepticismo al tiempo que brinda a las personas de todo el mundo los recursos necesarios para desarrollar y promover la epistemología callejera". Los recursos están disponibles para la comunidad de profesionales de SE, que incluyen una guía sobre cómo realizar entrevistas utilizando el método.

### Tesis
Socratic pedagogy, critical thinking, moral reasoning and inmate education: an exploratory study (Ed.D. thesis). Portland State University. 2004. OCLC 57569353. Consultado el 5 de junio de 2014.

### Libros
- Boghossian, Peter (2013). A Manual for Creating Atheists. Pitchstone Publishing. ISBN 978-1939578099.
- Boghossian, Peter; Lindsay, James (2019). How to Have Impossible Conversations: A Very Practical Guide. Da Capo Lifelong Books. ISBN 978-0738285320.